# Dar Derafsh-e Seyyed Karim
Dar Derafsh-e Seyyed Karim (în persană داردرفش سيدكريم, de asemenea, romanizat ca Dār Derafsh-e Seyyed Karīm) este un sat din districtul rural Baladarband, în districtul central al județului Kermanshah, provincia Kermanshah, Iran. La recensământul din 2006, populația sa era de 63 de locuitori, în 11 familii.